# Страх висоти (фільм, 1975)
Страх висоти (рос. Страх высоты) — радянський художній фільм 1975 року, знятий на кіностудії «Мосфільм».

## Сюжет
Слідчий Мазін розслідує загибель молодого, що подає великі надії вченого, який раптово для всіх викинувся з вікна в той самий день, коли блискуче захистив свою дисертацію. Загибель, яка виглядає як самогубство, не підтверджується усіма, хто знав вченого, у якого був страх висоти й життєлюбність в принципі. Мазін починає заглиблюватися у вчене середовище, де зустрічає жорстоку конкуренцію і сильну заздрість до успіхів колег.

## У ролях
- Анатолій Папанов — Мазін, слідчий
- Ірина Мірошниченко — Інна Кротова
- Андрій Мягков — Антон Дмитрович Тихомиров, молодий вчений
- Володимир Зельдін — Володимир Миколайович Дягілєв, професор, науковий керівник Антона
- Жанна Прохоренко — Ірина Тихомирова, колишня дружина Антона
- Альберт Філозов — Ілля Володимирович Рождественський, друг дитинства і колега Антона
- Ірина Рєзнікова — Світлана Леонідівна Мєшкова, наречена Антона
- Олег Єфремов — гість на бенкеті

## Знімальна група
- Режисер — Олександр Сурин
- Сценарист — Павло Шестаков
- Оператори — Ігор Гелейн, Юрій Невський
- Композитор — Едуард Артем'єв
- Художник — Володимир Філіппов